# بن كوية (أبشور)
بن كوية (بالفارسية: بن کویه) هي قرية تقع في إيران في ناحية فورغ. يقدر عدد سكانها بـ 88 نسمة .